# Exodeconus prostratus
Exodeconus prostratus là loài thực vật có hoa trong họ Cà. Loài này được (L'Hér.) Raf. mô tả khoa học đầu tiên năm 1838.